# Alejandro Maiz
Alejandro J. Maiz (f. 1938) fue un médico y político argentino, que se desempeñó como gobernador del Territorio Nacional del Chubut entre 1909 y 1912.

## Biografía
Se desempeñó como cirujano en la campaña de la Conquista del Desierto. En 1888 encabezó la Jefatura de la Clínica de Enfermedades de Niños de Córdoba.
Fue miembro de la Cámara de Diputados de la Provincia de Córdoba y se desempeñó como secretario privado del gobernador Marcos N. Juárez.
En 1909 fue designado gobernador del Territorio Nacional del Chubut por el presidente José Figueroa Alcorta, ocupando el cargo hasta 1912. Durante su gestión, ocurrió el asesinato del colono galés Llwyd ap Iwan por parte de dos bandoleros estadounidenses en Arroyo Pescado. Tras los sucesos, solicitó al Gobierno Nacional reforzar la seguridad de la región andina del Territorio con militares del Ejército y en 1911 se constituyó la Policía Fronteriza de Chubut. En 1910, fue presidente honorario de las celebraciones del centenario argentino en Comodoro Rivadavia y al año siguiente convocó las primeras elecciones municipales en dicha localidad.
Fue también profesor de ciencias y letras en la Escuela Normal de la ciudad de Córdoba. Falleció en 1938.
A modo de homenaje, calles de distintas localidades de Chubut llevan su nombre.